# Saison 2013-2014 du FC Lorient
Maillots
Chronologie
Saison précédente Saison suivante
Le FC Lorient joue lors de la saison 2013-2014 en première division. 
Cette saison voit le club s'engager dans trois compétitions que sont la Ligue 1, la Coupe de France et la Coupe de la Ligue.

## Avant-saison

### Tableau des transferts
| Nom               | Nationalité   | Poste     | Transfert                        | Provenance/Destination   | Division       |
| ----------------- | ------------- | --------- | -------------------------------- | ------------------------ | -------------- |
| Arrivées          |               |           |                                  |                          |                |
| Cheick Doukouré   | France        | Milieu    | Retour de prêt                   | SAS Épinal               | CFA            |
| Tristan Do        | France        | Milieu    | Retour de prêt                   | SAS Épinal               | CFA            |
| Rémi Mulumba      | France        | Milieu    | Retour de prêt                   | Dijon FCO                | Ligue 2        |
| Simon Falette     | France        | Défenseur | Retour de prêt                   | Stade lavallois          | Ligue 2        |
| Innocent Emeghara | Suisse        | Attaquant | Retour de prêt                   | AC Sienne                | Serie B        |
| Bryan Pelé        | France        | Milieu    | Premier contrat professionnel    | FC Lorient B             | CFA 2          |
| Yoann Wachter     | France        | Défenseur | Premier contrat professionnel    | FC Lorient B             | CFA 2          |
| Maxence Derrien   | France        | Défenseur | Premier contrat professionnel    | FC Lorient B             | CFA 2          |
| Sadio Diallo      | Guinée        | Attaquant | Prêt                             | Stade rennais            | Ligue 1        |
| Larry Azouni      | France        | Milieu    | Prêt                             | Olympique de Marseille   | Ligue 1        |
| Vincent Aboubakar | Cameroun      | Attaquant | Transfert gratuit                | Valenciennes FC          | Ligue 1        |
| Baptiste Reynet   | France        | Gardien   | Transfert gratuit                | Dijon FCO                | Ligue 2        |
| Rafidine Abdullah | France        | Milieu    | Transfert gratuit                | Olympique de Marseille   | Ligue 1        |
| Raphaël Guerreiro | Portugal      | Défenseur | Transfert (2,5 millions d'euros) | SM Caen                  | Ligue 2        |
| Départs           |               |           |                                  |                          |                |
| Mohammed Abu      | Ghana         | Milieu    | Retour de prêt                   | Manchester City          | Premier League |
| Ryan Mason        | Angleterre    | Milieu    | Retour de prêt                   | Tottenham Hotspur        | Premier League |
| Antonin Koutouan  | Côte d'Ivoire | Milieu    | Fin de contrat                   |                          |                |
| Lucas Mareque     | Argentine     | Défenseur | Fin de contrat                   |                          |                |
| Arnaud Le Lan     | France        | Défenseur | Retraite                         |                          |                |
| Cheick Touré      | Côte d'Ivoire | Défenseur | Prêt                             | FC Bourg-Péronnas        | National       |
| Mathias Autret    | France        | Milieu    | Prêt                             | SM Caen                  | Ligue 2        |
| Simon Falette     | France        | Défenseur | Prêt                             | Stade brestois           | Ligue 2        |
| Benjamin Lecomte  | France        | Gardien   | Prêt                             | Dijon FCO                | Ligue 2        |
| Rémi Mulumba      | France        | Milieu    | Prêt                             | Dijon FCO                | Ligue 2        |
| Ludovic Giuly     | France        | Milieu    | Transfert libre                  | Monts d'Or Azergues Foot | CFA            |
| Tristan Do        | France        | Milieu    | Transfert libre                  | Gazélec Ajaccio          | National       |
| Innocent Emeghara | Suisse        | Attaquant | Transfert (3 millions d'euros)   | AC Sienne                | Serie B        |
| Mario Lemina      | France        | Milieu    | Transfert (4 millions d'euros)   | Olympique de Marseille   | Ligue 1        |
| Benjamin Corgnet  | France        | Milieu    | Transfert (5 millions d'euros)   | AS Saint-Étienne         | Ligue 1        |

## Saison

### Ligue 1
| Date       | Heure | Journée | Adversaire      | Lieu     | Résultat | Buteurs pour le FC Lorient            | Affluence |
| 10/08/2013 | 21h   | 1er     | LOSC Lille      | Lille    | 1-0      |                                       | 36 362    |
| 18/08/2013 | 17h   | 2e      | FC Nantes       | Lorient  | 2-1      | Vincent Aboubakar ; Jérémie Aliadière | 16 614    |
| 24/08/2013 | 20h   | 3e      | EA Guingamp     | Guingamp | 2-0      |                                       | 15 114    |
| 31/08/2013 | 20h   | 4e      | Valenciennes FC | Lorient  | 1-0      | Vincent Aboubakar                     | 15 118    |

### Coupe de France
| Date | Heure | Tour | Adversaire | Lieu | Résultat | Buteurs pour le FC Metz | Affluence |
|      |       |      |            |      |          |                         |           |

### Coupe de la Ligue
| Date | Heure | Tour | Adversaire | Lieu | Résultat | Buteurs pour l'AJA | Affluence |
|      |       |      |            |      |          |                    |           |

## Effectif
Le tableau suivant liste l'effectif professionnel du FC Lorient pour la saison 2013-2014.